# 'Ndrina Ruga
I Ruga sono una cosca ('ndrina) del paese di Monasterace, egemone fino a metà degli anni '90 nella Vallata dello Stilaro. Sono stati trovati suoi elementi nella regione tedesca del Baden-Württemberg, in particolare a Tubinga. Le loro attività concernono il conseguimento di appalti nella Vallata dello Stilaro in campo edilizio e il controllo del settore agricolo. Negli anni '80 si sono dedicati al sequestro di persona. Sono alleate dei Metastasio di Stilo, dei Leuzzi di Stignano e dei Gallace-Novella di Guardavalle.
Ad Anzio e Nettuno è stata individuata una 'ndrina del Locale di Guardavalle composta dai Ruga-Gallace-Novella-Metastasio che operava nel narcotraffico e nel riciclaggio.

## Storia

### Anni '80
Negli anni '80 sequestrano diverse persone nel Centro e Nord Italia.
Il 23 novembre 1981 viene sequestrato Paolo Alessi a Moncalieri, il 14 dicembre 1981 Giorgio Bortolotti a Saronno, e il 4 maggio 1982 Maurizio Gellini a Pomezia.

### Anni '90
All'inizio degli anni '90, essendo i Ruga detenuti sono saliti ai vertici della cosca nel ruolo di capi i fratelli Giuseppe e Salvatore Metastasio di Contrada "Caldarella" di Stilo. I Metastasio, infatti, affiliati alla cosca dalla fine degli anni '70, si sono evoluti lentamente, assumendo poi posizione paritaria ai fratelli Ruga e prendendo il controllo dell'associazione mafiosa.
Nel 1994 vengono colpiti dall'operazione Stilaro che porta all'arresto di più di 50 persone accusate di associazione di stampo mafioso. I fratelli Giuseppe e Salvatore Metastasio riuscirono a sfuggire alla cattura rendendosi latitanti ma furono arrestati nel 1997, acciuffati in un bunker sotto l'officina del padre in Contrada "Caldarella" di Stilo, "feudo" degli stessi Metastasio. A oltre la metà delle persone arrestate nella cosiddetta operazione Stilaro, lo Stato italiano ha dovuto corrispondere ingenti somme di denaro per risarcirli dell'ingiusta detenzione subita, considerato che sono stati assolti nel giudizio di merito, soprattutto gli amministratori comunali del Comune di Camini (RC) che erano stati coinvolti per associazione mafiosa e scambio di voto ma che furono già assolti alle udienze preliminari. Anche i fratelli Cosimo e Andrea Ruga sono stati assolti dall'accusa di associazione mafiosa nell'ambito del procedimento penale Stilaro.
Il 17 giugno 1995 viene arrestato, dalla Polizia di Stato e dalla Guardia di Finanza, il latitante Cosimo Leuzzi.
Nel 1998 i Loiero si aggiungono all'alleanza Ruga-Metastasio-Gallace i quali si appropriarono del lavoro di rifacimento del lungomare di Monasterace marina. Società collegate ai Ruga inoltre gestivano le concessioni per la rivendita delle acque e la società di imbottigliamento Mangiatorella. Avrebbero dovuto pagare un "diritto di carico" per evitare rischi durante il trasporto delle bottiglie d'acqua lungo la penisola, in cui erano coinvolti anche i Commisso.

### Anni 2000
Tra il 2008 e il 2012 scoppiò una faida tra i Ruga-Metastasio e i Sia-Procopio collegata alla nuova faida dei boschi.
Da alcune intercettazioni emerge l'interesse di Giuseppe Commisso detto U Mastru, capo-locale di Siderno da fare da paciere tra le due fazioni. Lo stesso Commisso ipotizza che ad ammazzare Giovanni Vallelonga siano stati i fratelli di Damiano per vendetta, nonché discuteva di un coinvolgimento dei Ruga mentre in realtà secondo le dichiarazioni del pentito Belnome, la morte di Damiano Vallelunga fu decisa da Vincenzo Gallace, Cosimo Leuzzi e Andrea Ruga. I tre boss, però, non volevano rischiare di essere coinvolti in una guerra aperta contro i Vallelunga. Per tale motivo fu ordita da Cosimo Leuzzi una classica tragedia di 'Ndrangheta facendo ricadere la colpa della morte del capo dei viperari sul cugino di questo, Giovanni Vallelonga, il padrino di Caulonia, sul quale sarebbe piombata la prevedibile vendetta dei familiari del boss Damiano.

### Anni 2010
Nel 2010 il pentito Antonino Belnome, rivela gli affari della cosca sul litorale romano, e la sua affiliazione all'organizzazione criminale calabrese attraverso il cugino Liberato Tedesco che gli presentà Andrea Ruga nel 2003. La sua copiata era composta da: Andrea Ruga, Vincenzo Gallace e Rocco Cristello.
Il 21 aprile 2010 viene ucciso in zona Ferdinandea a Stilo, Giovanni Vallelonga, presunto esponente di spicco dei Ruga-Metastasio di Stilo (località Caldarella), residente a Campoli. A causa della morte del cugino e boss Damiano Vallelonga di Serra San Bruno a settembre del 2009, alla morte del boss Vittorio Sia di Soverato nello stesso aprile 2010 e a quest'ultimo si pensa possa riscoppiare la cosiddetta faida dei boschi degli anni '70.
Il processo faida dei boschi sancisce la presenza di una consorteria mafiosa dei Ruga-Leuzzi-Vallelonga che insiste nei comuni di Stilo, Caulonia, Riace, Monasterace e Stignano.
- 7 maggio 2010: operazione Sicurezza contro i Ruga[20][21][22][23].
- 13 dicembre 2010: operazione Village contro i Ruga[24][25].
- Il 16 giugno 2011 vengono arrestate 3 persone riconducibili ai Ruga-Metastasio e sequestrate 2 aziende dalla Guardia di Finanza, tra cui: 4 autocarri, 5 autobetoniere, un escavatore, 3 motopale, un autocarro a pompa, gli uffici amministrativi, il terreno, 2 silos, un impianto di frantumazione, un impianto di “squadra blocchi”, una pesa, un gruppo elettrogeno ed un sollevatore[26].
- L'11 aprile 2012 vengono sequestrati beni del valore di 3 milioni di euro all'imprenditore Cosimo Leuzzi affiliato di spicco dei Ruga e facente parte del Locale di Stignano, già condannato nel processo Crimine per associazione mafiosa[27].
- L'8 agosto 2012, nell'operazione Confine, vengono arrestate dai carabinieri 16 persone del sodalizio Leuzzi-Ruga-Vallelonga di Monasterace, Stilo, Riace e Stignano e della Locale di Caulonia accusati di associazione mafiosa, di cui alcuni accusati di omicidio nei confronti di Damiano Vallelonga e tentato omicidio ai danni di Enzo Cavallaro, azioni intraprese nella cosiddetta nuova faida dei boschi[28].
- L'8 agosto 2012 si conclude l'operazione Confine che ha disarticolato il cartello Ruga-Leuzzi-Vallelonga, e ha fatto cessare anche la guerra tra i boschi[29][30][31].
- L'inchiesta DirtySoccer sul calcioscommesse conclusasi nel 2015 parte dal nipote di un boss di Lamezia Terme Pietro Iannazzo per poi arrivare a Mauro Ruga, avvocato e agente FIFA legato ai Ruga[32].
- Il 16 aprile 2016 si conclude l'operazione Mar Ionio, durata 5 anni, conclusasi con 6 arresti di presunti appartenenti Ruga-Metastasio-Loiero tra Milano e Monasterace. Avevo messo in piedi un traffico di droga con base logistica a Sesto San Giovanni, che importava cocaina dal Brasile e poi veniva venduta in Italia, Germania e Paesi Bassi[33].
- Il 3 maggio 2016 viene arrestato Domenico Ruga (1978) accusato di associazione mafiosa a seguito della condanna nel processo "Faida dei boschi" e "Confine" a 2 anni e 8 mesi di carcere[34][35].
- Il 20 ottobre 2016 si conclude l'operazione Confine 2 volta a individuare l'autore dell'omicidio di Andrea Ruga (13 gennaio 2011) e l'articolazione della cosca Ruga-Gallace-Leuzzi a seguito del predetto omicidio, per scoprire l'autore dell'incendio alla farmacia Mazzone di Monasterace e del bruciamento dell'autovettura dell'ex ministro Maria Carmela Lanzetta. I Carabinieri arrestano 14 persone accusate di associazione mafiosa, estorsione, danneggiamenti e spaccio di sostanze stupefacenti[36][37].
- Il 7 giugno 2018 ai già arrestati fratelli Loiero e a Daniele Mamone (operazione Mar Ionio del 2016) del sodalizio Ruga-Loiero-Metastasio vengono sequestrati beni tra Trezzano sul Naviglio, Casnate con Bernate, Montepaone, Satriano, Monasterace e Stilo[38].
- Il 9 ottobre 2018 al tribunale penale federale di Bellinzona comincia il processo contro Cosimo Leotta residente a Bienne in Svizzera, e facente parte del locale di Giussano, nonché tramite dei Novella originaria di Guardavalle in Lombardia e Svizzera, sotto il comando di Antonino Belnome. Già nel 2002 avrebbe avviato un piccolo traffico di armi tra Guardavalle e il Nord Italia su consiglio del capo di 'Ndrangheta di Monasterace Andrea Ruga. Infine avrebbe anche gestito il Night club "Magic" di Borgaro Torinese per conto di Aldo Cosimo e Adolfo Crea[39]. Il 27 novembre 2018 il Tribunale penale federale di Bellinzona lo ha condannato a 3 anni e 8 mesi di carcere, colpevole di aver partecipato, dal 2003 al 2011, alle attività delle locali di Giussano e Seregno in Lombardia ed essere stato coinvolto in un traffico di armi per predette locali[40].

## Esponenti di spicco
- Cosimo Giuseppe Ruga (1951), ex capobastone[5], viene arrestato il 26 marzo 1984 per tentato omicidio aggravato e detenzione illegale di armi. Torna in libertà il 22 ottobre 2010. Secondo l'operazione Confine 2 sarebbe il mandante dell'omicidio di suo fratello Andrea Ruga, capobastone della 'Ndrina fino al momento della sua morte nel 2011. Viene arrestato per tale motivo il 20 ottobre 2016[41].
- Andrea Ruga (1947 - 2011), ex capobastone, arrestato e condannato nel maxiprocesso del 1969, in carcere dal 1986[42]. Nel 2002 il tribunale di sorveglianza di Perugia lo ha dichiarato non più inserito in ambienti criminali. Assolto, unitamente al fratello Giuseppe Cosimo Ruga, dall'accusa di partecipazione ad associazione mafiosa nel processo "Stilaro" condotto dalla DDA di Reggio Calabria (1994) e nel processo Naos della DDA di Perugia (2008). Fu ucciso nel 2011 per volere del fratello Cosimo Giuseppe Ruga, scarcerato il 22 ottobre 2010, che mirava a riprendere il comando dell'organizzazione.
- Nicola Loiero

```
boss di Monasterace
```

È lui che comandava tutto il traffico ed le Estorsioni, diede poi il suo potere ai suoi figli. Comandava dal suo paese in Calabria, la Germania i Paesi Bassi e Milano. Importando coca purissima dal Brasile Nicola Loiero morte 7 ottobre 2019